# کنوانسیون ملی جمهوریخواه ۲۰۲۰

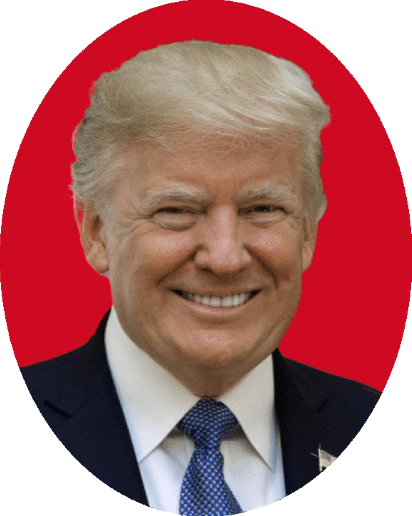
دونالد ترامپ نماینده حزب جمهوری خواه

کنوانسیون ملی جمهوری‌خواه ۲۰۲۰ یک کنوانسیون نامزد ریاست جمهوری در جریان است که در آن نمایندگان حزب جمهوری‌خواه ایالات متحده آمریکا نامزد حزب برای رئیس‌جمهور و معاون رئیس‌جمهور در انتخابات ریاست جمهوری ۲۰۲۰ ایالات متحده را برگزیدند. با توجه به دنیاگیری در جریان کوروناویروس (COVID-19) در ایالات متحده در سال ۲۰۲۰، برنامه‌هایی برای برگزاری یک کنوانسیون به‌طور سنتی در مقیاس بزرگ، چند هفته قبل از کنوانسیون لغو شد. این کنوانسیون قرار است از ۲۴ تا ۲۷ اوت سال ۲۰۲۰ برگزار شود. پیش‌بینی می‌شود این کنوانسیون رئیس‌جمهور دونالد ترامپ و معاون رئیس‌جمهور مایک پنس را بار دیگر نامزد کند.